# Герзмава, Хибла Леварсовна
Хи́бла Лева́рсовна Герзма́ва (абх. Хьыбла Леуарса-иҧҳа Гьырзмаа; род. 6 января 1970, Пицунда, Абхазская АССР) — российская оперная певица, сопрано. Солистка Московского музыкального театра имени Станиславского и Немировича-Данченко с 1995 года. Народная артистка России (2012). Народная артистка Абхазии (2006). Лауреат Государственной премии Российской Федерации (2021).
Мировую известность Герзмаве принесли выступления в Мариинском театре, Лондонской Королевской опере «Ковент-Гарден», Метрополитен-опера, Венской государственной опере, Римской опере, парижской Гранд Опера и других крупнейших сценических площадках.

## Биография
Родилась 6 января 1970 года в абхазском курортном городе Пицунде в семье переводчика с немецкого языка — гида «Интуриста» — и старшего администратора пансионата «Пицунда». По-абхазски имя Хибла означает «златоглазая», фамилия Герзмава означает «волк», «волчица». Отец привёз трёхлетней Хибле из Германии пианино. С детства пела и играла на рояле. Девочка выросла возле Пицундского православного собора, где звучала органная музыка. Свою артистическую стихию впервые почувствовала в юности, когда в пицундском Курортном зале выступал абхазский ансамбль песни и танца «Шаратын», сильное впечатление на Герзмаву произвели также выступления скрипачки Лианы Исакадзе.
Рано, в 16 и 18 лет, осталась без родителей, что оказало влияние на мировоззрение и выбор певческой профессии. Училась в музыкальной школе в Гагре. Окончила Сухумское музыкальное училище по классу фортепиано, мечтала стать органисткой. Её преподавателями в Сухуми были Карлен Яврян и Жозефина Бумбуриди.
В 1989 году поступила и в 1994 году окончила Московскую консерваторию (вокальный факультет, педагоги — профессор Ирина Масленникова, профессор Евгения Арефьева), в 1996 году — ассистентуру-стажировку при Московской консерватории у Ирины Масленниковой. Три года факультативно занималась также в классе органа. Впервые обратила на себя внимание за рубежом в 1993 году на конкурсе «Вердиевские голоса» в Буссето, где получила третью премию. Через год на конкурсах им. Н. А. Римского-Корсакова в Санкт-Петербурге и Виньяса в Испании заняла второе место. Крупный успех в студенческие годы пришёл к певице на Х Международном конкурсе им. П. И. Чайковского в Москве в 1994 году, где Герзмава, исполнив в финале арии Розины и Снегурочки, завоевала Гран-при.
С 1995 года — солистка Московского музыкального театра имени К. С. Станиславского и Вл. И. Немировича-Данченко.
После рождения сына в 1999 году голос Герзмавы стал ещё мягче и лиричнее, звучание его — менее уплощённым, исчезла мельчайшая тремоляция, порой мешавшая певице. Голос Герзмавы, которая в своём творчестве отдавала дань романтизму, окончательно сформировался как лирико-колоратурное сопрано, с возрастающим акцентом на «лирику».
В 2001 году организовала в Абхазии ежегодный музыкальный фестиваль «Хибла Герзмава приглашает…». Ведущим фестиваля много лет являлся музыковед Святослав Бэлза. В 2014 году фестиваль переехал в Москву. В 2019 году фестиваль прошел в Сухуме, впервые на стадионе «Динамо». Концерт посетил президент республики Рауль Хаджимба.
В 2008 году Герзмава получила приглашение в Большой театр, однако отказалась из-за частых гастролей по всему миру.
23 февраля 2014 года приняла участие в Церемонии закрытия зимних Олимпийских игр в Сочи: исполнила Олимпийский вальс, двигаясь по воздушному океану в корабле «Вестник весны».
Неоднократно выступала на концертах перед официальными делегациями и гостями в Кремле по личному приглашению Владимира Путина.
20 января 2015 года в Нью-йоркском театре «Метрополитен-опера» состоялись презентация компакт-дисков «Вокальные циклы и романсы русских композиторов» и «Хибла Герзмава, сопрано», а также виниловой пластинки с записями певицы. Затем Герзмава устроила автограф-сессию. Подобное мероприятие в честь российского артиста в «Метрополитен-опера» прошло впервые. Зиму 2015 года Герзмава провела в США, в январе и феврале она пела в «Метрополитен-опера» партию Антонии в опере Оффенбаха «Сказки Гофмана».
C 22 февраля 2015 года по 24 мая 2015 года была членом жюри третьего сезона шоу «Один в один!» на канале Россия-1, в 2021 году — членом жюри пятого сезона «Точь-в-точь» на Первом канале.
В 2016 году дала серию благотворительных концертов в Германии, посвящённую жертвам террористических актов.
С сентября 2021 года занимает пост президента национальной оперной премии «Онегин».
В 2025 году была наставницей в 13 сезоне проекта «Голос» на Первом канале. В финале, который состоялся 25 апреля 2025 года, её подопечный Давид Саникидзе стал победителем.

## Творчество
Исполняет ведущие партии в постановках Московского музыкального театра имени К. С. Станиславского и Вл. И. Немировича-Данченко. Среди них:
- Людмила («Руслан и Людмила» Глинки)
- Царевна-Лебедь («Сказка о царе Салтане» Римского-Корсакова)
- Шемаханская царица («Золотой петушок» Римского-Корсакова)
- Луиза («Обручение в монастыре» Прокофьева)
- Розина («Севильский цирюльник» Россини)
- Адина («Любовный напиток» Доницетти)
- Виолетта Валери («Травиата» Верди)
- Мими и Мюзетта («Богема» Пуччини)
- Татьяна (Евгений Онегин, Чайковский)
- Нимфа («Дафна» М. да Гальяно)
- Адель («Летучая мышь» И. Штрауса)
- Лючия («Лючия ди Ламмермур» Доницетти)
- Донна Анна («Дон Жуан», Моцарт)
- Олимпия, Антония, Джульетта («Сказки Гофмана», Оффенбах)
- Вителлия (Милосердие Тита, Моцарт)
- Лю (Турандот, Пуччини)
- Амелия Гримальди (Симон Бокканегра, Верди)
- Медея (Медея, Керубини)
- Леонора («Сила судьбы», Верди)
- Дездемона («Отелло», Верди)
- Леонора («Трубадур», Верди)
- Анна Болейн («Анна Болейн», Доницетти)
- Норма («Норма», Беллини)

За время своей карьеры выступала на сценах Мариинского театра в Санкт-Петербурге, Театра Коммунале во Флоренции, «Метрополитен Опера» в Нью-Йорке, «Ковент-Гарден» в Лондоне, Венской государственной оперы, Гранд Театро де Лисео в Барселоне, Софийской Национальной оперы в Болгарии, Театра Елисейских полей в Париже, Палау де лез Арт королевы Софии в Валенсии и других площадках. Участвовала в гастролях Музыкального театра им. К. С. Станиславского и В. И. Немировича-Данченко в Южной Корее и США. Выступала на Людвигсбургском фестивале в Германии. Гастролировала с концертными программами в Швеции, Франции, Голландии, Великобритании, Австрии, Бельгии, Испании, Греции, США, Японии, Турции.
В 2008 году приняла участие в IV ежегодном международном музыкальном фестивале «Crescendo». В 2008 г. она исполнила партию Татьяны в опере П. Чайковского «Евгений Онегин» на сцене Королевского оперного театра Лондона «Ковент-Гарден» (Royal Opera House), а в 2009 году там же спела партию Мими в постановке «Богемы» Дж. Пуччини. В 2010 году Хибла дебютировала в Метрополитен-опера в Нью-Йорке, исполнив там сложную партию Антонии в опере Жака Оффенбаха «Сказки Гофмана». Это единственный в мировом репертуаре спектакль, где сопрано может петь четырьмя разными голосами в рамках одной оперы.
Осенью 2011 года исполнила партию Мими в «Богеме» Пуччини, которую Герзмава пела и летом 2011 года в Римской опере. В феврале 2011 года состоялся её дебют в партии Лю в опере Дж. Пуччини «Турандот» на сцене токийского NHK Hall (дирижёр Валерий Гергиев).
В 2012 году певица вышла на сцену Ковент Гардена с новой партией: Донна Анна в «Дон Жуане» Моцарта. Осенью вернулась в Метрополитен-опера, чтобы исполнить партию Лю в опере «Турандот» Пуччини, с которой дебютировала на гастролях Мариинского театра в токийском NHK-холле в 2011 году, и впервые вышла на сцену Венской государственной оперы в «Милосердии Тита» Моцарта. Весьма сложную партию Вителии в этом произведении Моцарта с присущими ей речитативами, продолжительными ариями, большим вокальным диапазоном Герзмава исполнила также в «Гранд-опера» во Франции.
В 2013 году Герзмава вышла на сцену Королевского оперного театра Ковент Гарден в роли Амелии Гримальди из оперы Дж. Верди «Симон Бокканегра». Партнёрами были Томас Хэмпсон и Ферруччо Фурланетто, спектакль шёл под управлением главного дирижёра театра Антонио Паппано. В апреле 2013-го в Большом зале Московской консерватории в сольном концерте Герзмава исполнила романсы П. И. Чайковского в сопровождении оркестра под управлением Юрия Симонова.
В 2016 дебютировала в Большом театре в партии Елизаветы Валуа в опере «Дон Карлос» Джузеппе Верди.
Певица много лет работала с режиссёром Александром Тителем. Сотрудничает с Владимиром Спиваковым, Национальным филармоническим оркестром России и «Виртуозами Москвы», Денисом Мацуевым, Николаем Луганским, А. Рудиным и оркестром Musica Viva, В. Гергиевым, В. Федосеевым, А. Лазаревым, М. Плетнёвым, В. Синайским, Ю. Башметом, Л. Маазелем.
Записала ряд компакт-дисков: Ave Maria, «Хибла Герзмава исполняет русские романсы», «Восточные романсы Хиблы Герзмава». Для японской компании Герзмава записала несколько русских программ, циклы романсов Н.Мясковского, М.Ипполитова-Иванова. Все записи камерной музыки сделаны вместе с давним аккомпаниатором Герзмавы, пианисткой Екатериной Ганелиной. 14 октября 2013 года в Светлановском зале Московского международного дома музыки записала (при участии баритона Арсена Согомоняна) концерт из произведений Моцарта, Верди, Россини, Доницетти, Беллини, Рихарда Штрауса совместно с Национальным филармоническим оркестром России под управлением Владимира Спивакова.
Герзмава участвует не только в классических, но и в современных спектаклях, однако только в тех, «где есть вкус, и на сцене не переходят грань театральной условности». Абхазские песни за рубежом исполняет в концертах на бис. Наиболее взыскательная, компетентная в опере публика, по оценкам Герзмавы, собирается на её спектаклях в Москве и Нью-Йорке.

## Критика
Сергей Коробков в Петербургском театральном журнале (№ 2 — 2013) отмечал, что колоратура Герзмавы — «своего рода театральное переживание, поэтическая рифма, эмоциональный „край“ драматургического развития образа», а её belcanto, завораживающее оттенками и штрихами, сегодня делает певицу востребованной во всём мире. Анастасия Архипова (OperaNews.Ru) обращает внимание на лиризм, молитвенную тональность и чарующую соловьиную трепетность колоратуры Герзмавы, стремящейся раздвинуть нижние пределы собственного голоса, насытить его драматической краской. Пётр Поспелов в Ведомостях отмечает подкупающую искренность, чувство и вокальный блеск Хиблы в опере Оффенбаха «Сказки Гофмана». Журнал «Vogue» называет Герзмаву оперной певицей нового типа, «когда важен не только голос, но и шоу, блеск бриллиантов, изящество движения по сцене, актёрская игра». Директор музыкального департамента Метрополитен-опера Крэг Рутенберг отмечает ум и театральность Герзмавы и её необыкновенный голос, обволакивающий слушателя «как синий бархат».
Стала участницей инцидента 16 декабря 2016 года, когда перед матчем второго тура Кубка Первого канала по хоккею между сборными России и Чехии забыла слова гимна России, совершила несколько ошибок и просила исполнить гимн сначала, однако организаторы не дали этой возможности артистке. На следующий день Федерация хоккея России и её президент Владислав Третьяк принесли Герзмаве извинения за технические неполадки, случившиеся во время исполнения гимна РФ и последующие «несправедливые оценки в прессе». По словам Третьяка, произошёл технический сбой: музыка гимна была запущена с опозданием, затем имели место проблемы с микрофоном.

## Джаз
Джаз является давней и постоянной страстью Герзмавы, она тяготеет к экспериментам в стиле кроссовер — синтезу разных музыкальных жанров и стилей, сочетанию классики и джаза. Крупными событиями стали концерты Герзмавы с джазовым трио пианиста Даниила Крамера «Опера. Джаз. Блюз». Программа обновляется каждые полгода, концерты состоялись в Москве, Сочи, других городах России, Вене, Лондоне, Эдинбурге. Одним из любимейших партнёров Герзмавы в мире джаза был Георгий Гаранян. Вместе с басистом Андреем Ивановым и ударником Дмитрием Севостьяновым Герзмава проводит ежегодный джазовый фестиваль в Пицунде, в его рамках традиционно проходит концерт «Новые абхазские имена». В джазовой обработке Якова Окуня Хибла исполняла абхазскую народную «Песню о скале».

## Имидж
Герзмава имеет репутацию одной из самых стильных и элегантных женщин на российской оперной сцене. Часто певица сама подбирает себе костюмы для выступлений, считая, что артистка должна появиться перед зрителями в самом дорогом, изысканном наряде. Концертные платья Герзмава предпочитает с немного завышенной талией. В студенческие годы, готовясь к профессиональной карьере, по собственному признанию, похудела на 25 кг. С Герзмавой постоянно работает команда стилистов, которые занимаются костюмом, причёской и макияжем.

## Семья
Сын — Александр Гурджуа (род. в марте 1999), пел в детском хоре Московского музыкального театра имени Станиславского и Немировича-Данченко.
Младший брат Лоренцо, от него двое племянников. Брат окончил МГИМО и Сорбоннский университет, женился на французской пианистке, играет на рояле джаз. Живёт в Париже и Абхазии.
Родовое имение Герзмавы находится в селе Дурипш Гудаутского района Абхазии, где похоронены её родители и где в большом доме летом собирается её многочисленная семья.

## Друзья
Много лет Герзмава дружила с писателем Фазилем Искандером, любимый её роман — «Сандро из Чегема». Дружит с коллегами по сцене (например, с Владимиром Спиваковым), дружила с ушедшими из жизни Зурабом Соткилавой, Еленой Образцовой, Галиной Вишневской, Святославом Бэлзой. Техническим организатором и спонсором фестиваля в Пицунде был друг и земляк певицы, гендиректор управляющей компании «ФОНД ЮГ» Андрей Дудко; в организации концертной деятельности ей помогают меценаты, предприниматель Рашид Сардаров и винодел Николай Ачба. При участии друзей, меценатов и коллег Герзмава устраивает благотворительные акции в Абхазии — материально поддерживает оркестр, музыкальное училище, детский дом, дом-интернат и музеи, помогает молодым одарённым исполнителям.

## Общественная позиция
Несмотря на то, что Герзмава всегда сторонилась политики, о своей родине, обретшей независимость, она однажды сказала: «Абхазия устала бояться и мужественно скинула с себя оковы страха». Дружеские отношения связывали Герзмаву с тремя абхазскими президентами — Владиславом Ардзинбой, Сергеем Багапшем, Александром Анквабом.
В марте 2014 года поддержала аннексию Крыма, подписала письмо президенту России Владимиру Путину в поддержку аннексии.

## Звания и премии
- 1993 — Конкурс «Voci Verdiani» (Италия), 3-я премия
- 1994 — Международный конкурс вокалистов имени Франсиско Виньяса (Барселона), 2-я премия
- 1994 — Международный конкурс вокалистов имени Н. А. Римского-Корсакова (Санкт-Петербург), 2-я премия
- 1994 — X Международный конкурс имени П. И. Чайковского (Москва), гран-при
- 2001 — Театральная премия «Золотой Орфей» в номинации «Лучшая певица»
- 2006 — Заслуженная артистка Российской Федерации (3 июня 2006 года) — за заслуги в области искусства[32]
- 2006 — Народная артистка Республики Абхазия
- 2010 — Национальная театральная премия «Золотая Маска»[33] в номинации «Лучшая женская роль»
- 2010 — Премия «Casta Diva» в номинации «Лучшая оперная певица»
- 2010 — премия «Триумф»[34]
- 2012 — Народная артистка Российской Федерации (9 января 2012 года) — за большие заслуги в области искусства[35]
- 2015 — Орден «Честь и слава» I степени (6 января 2015 года, Абхазия) — за выдающиеся достижения в области культуры и искусства, получившие международное признание[36]
- 2021 — Государственная премия Российской Федерации в области литературы и искусства 2020 года (9 июня 2021 года) — за вклад в развитие отечественного и мирового оперного искусства[37].